# Пачаури, Раджендра
Раджендра Кумар Пачаури (20 августа 1940, Найнитал, Британская Индия — 13 февраля 2020[…], Нью-Дели) – был председателем Межправительственной группы экспертов по изменению климата (МГЭИК), на этом посту его сменил Хесунг Ли. Пачаури занимал эту должность с 2002 года до своей отставки в феврале 2015 года из-за обвинений в сексуальных домогательствах. За время его пребывания в должности МГЭИК была удостоена Нобелевской премии мира В это же время руководство Института энергетики и ресурсов также попросило Пачаури оставить пост генерального директора. В июле 2015 совет управляющих назначил Аджай Матура, технократа из Бюро по энергоэффективности, Генеральным директором института. В феврале 2016 года руководящий совет института назначил Ашока Чавлу своим новым председателем.

## Происхождение
Пачаури родился в Найнитале, Индия. Образование он получил в колледже Ла Мартиньер (La Martiniere) в Лакхнау. Позднее он также закончил Индийский железнодорожный институт механики и электротехники в Джамалпуре, Бихар. Он принадлежит к элитному классу железнодорожных подмастерьев, выпустившихся в 1958 году. Их выпуск ознаменовал начало машиностроительного образования в Индии. Его карьера началась на железнодорожном заводе по производству тепловозов в Варанаси. Затем он поступил в Университет штата Северная Каролина, США, где в 1972 году получил степень магистра в области промышленной инженерии, а в 1974 году — докторскую степень по специальности «промышленная инженерия и экономика». Он защитил диссертацию на тему «Динамическая модель для прогнозирования спроса на электроэнергию в конкретном регионе, Северная и Южная Каролина». Пачаури идейный вегетарианец по причине последствий для окружающей среды и изменения климата.

## Карьера
С августа 1974 по май 1975 года Пачаури работал доцентом, а также приглашенным преподавателем на кафедре экономики и бизнеса в Университете штата Северная Каролина летом 1976 и 1977 года. В Университете Западной Виргинии он также занимал должность приглашенного профессора экономики ресурсов факультета минеральных и энергетических ресурсов. Вернувшись в Индию он присоединился к Колледжу администрирования персонала в городе Хайдарабад, в качестве старшего преподавателя (июнь 1975 года — июнь 1979 года). Затем он занял должность директора отдела консалтинга и прикладных исследований (июль 1979 года — март 1981 года). В 1982 году Пачаури присоединился к Институту энергетики и ресурсов (TERI) в качестве директора. В 1982 году он был старшим приглашенным научным сотрудником в Институте систем ресурсов, а в 1990 году — приглашенным научным сотрудником во Всемирном банке, Вашингтон, округ Колумбия. 20 апреля 2002 года Пачаури был избран председателем межправительственной группы экспертов по изменению климата при Организации Объединённых Наций, учрежденной Всемирной метеорологической организацией (ВМО) и программой Организации Объединённых Наций по окружающей среде (ЮНЕП) для оценки данных и понимания проблемы изменения климата.
Пачаури был членом Совета управляющих научно-промышленного Исследовательского фонда Шрирама (сентябрь 1987 года); Исполнительного комитета Индийского международного центра в Нью-Дели (1985 год); Совета управляющих индийского центра Хабитат в Нью-Дели (октябрь 1987); и суда управляющих, колледжа администрирования персонала Индии (1979-81 годы). Он консультирует такие компании, как Pegasus Capital Advisors, Chicago Climate Exchange, Toyoto, Deutsche Bank и NTPC. Он был членом правления Международного общества солнечной энергетики (1991-1997), совета Института мировых ресурсов (1992), одновременно председателем Всемирного энергетического совета (1993-1995), президентом, а затем председателем Международной ассоциации энергетической экономики (1988—1990) и президентом Азиатского энергетического института (с 1992 года). Он был советником программы развития Организации Объединённых Наций по вопросам энергетики и устойчивого управления природными ресурсами (1994-1999 годы). В июле 2001 года доктор Раджендра Кумар Пачаури был назначен членом Экономического консультативного совета при премьер-министре Индии.

### Работа в МГЭИК
20 апреля 2002 года Пачаури был избран председателем Межправительственной группы экспертов по изменению климата (МГЭИК), учрежденной Организацией Объединённых Наций. За время его пребывания в должности организация получила Нобелевскую премию мира. Высказываясь по вопросу изменения климата, Пачаури сказал: « то, что происходит, и то, что может произойти, убеждает меня в том, что мир должен быть действительно амбициозным и очень решительным в продвижении к цели в 350, при разговоре о борьбе с изменением климата». Под 350 Пачаури имел в виду уровень углекислого газа в атмосфере в миллионных долях, именно такое значение некоторые ученые-климатологи, такие как Джеймс Хансен из НАСА, считают безопасным верхним пределом, чтобы избежать переломного момента в климате.

### Нобелевская премия 2007 год
В 2007 МГЭИК разделила Нобелевскую премию мира с бывшим вице-президентом США Альбертом Гором, который критиковал Пачаури, когда тот впервые был избран в 2002 году. В пресс-релизе комитет Нобелевской премии заявил:
«… Нобелевская премия мира за 2007 год будет разделена на две равные части между Межправительственной группой экспертов по изменению климата (МГЭИК) и Альбертом Гором младшим за их усилия по накоплению и распространению знаний об антропогенных изменениях климата и по закладке основ для мер, необходимых для противодействия таким изменениям.»
11 декабря 2007 года Пачаури, будучи представителем МГЭИК, и Альберт Гор выступили с речами при получении премии на церемонии награждения в Осло, Норвегия. В день, когда делегаты конференции по климату Организации Объединённых Наций встречались на Бали, Индонезия, Пачаури сказал, что индуистская философия «Vasudhaiva Kutumbakam» означает — «вся вселенная — одна семья», которая «должна доминировать в глобальных усилиях по защите глобального достояния». Возвращаясь к этой теме на протяжении всей своей речи, Пачаури цитировал президента Мальдивских островов в 1987 году (Момун Абдул Гаюм):
«… небольшого повышения уровня моря на два метра было бы достаточно, чтобы фактически затопить всю страну, состоящую из 1190 небольших островов, большинство из которых не смогли бы подняться на два метра над уровнем моря. Это было бы гибелью нации».
Пачаури неоднократно подчеркивал свою обеспокоенность последствиями изменения климата для беднейших стран мира, ссылаясь на исследования:
«…возникла угроза резкой миграции населения, конфликтов и войн за водные и другие ресурсы, а также перераспределения власти между нациями. Ученые также подчеркивают возможность усиления напряженности между богатыми и бедными странами, проблемы со здоровьем, вызванные особенно из-за нехватки воды и неурожая …»

### Обязательства перед организациями
Раджендра Кумар Пачаури является членом Фонда Жака Ширака, с тех пор, как в 2008 году бывший президент Франции Жак Ширак учредил фонд для содействия миру во всем мире.

### Инициатива «Свет для миллиардов»
В 2008 году Пачаури концептуализировал и запустил глобальную инициативу «Свет для миллиардов» («Lighting a Billion Live» (LaBL)), согласно ей энергия должна была стать доступной для бедных. Эта инициатива делала энергию доступной для жителей таких отдаленных мест, как Сундарбан, Западная Бенгалия, пустыня Тар, Раджастхан и штат Бихар. Будучи одним из первых сторонников интеграции доступа к экологически чистым решениям для приготовления пищи и освещения, инициатива успешно развернула несколько тысяч интегрированных внутренних энергетических систем в отдаленных сельских районах. Данная инициатива реализуется в 13 странах мира и 23 штатах Индии.

## Конфликт интересов
В 2010 году Кристофер Букер и Ричард Норт написали статью для The Daily Telegraph, в которой утверждали, что потенциальный конфликт интересов связан с членством Пачаури в совете директоров Oil and Natural Gas Corporation (ONGC) и с исследовательскими грантами для TERI, некоммерческого учреждения, генеральным директором которого был Пачаури. В своей статье они также утверждали, что в TERI Europe были замечены финансовые махинации. Пачаури все обвинения отрицал.
В ответ на обвинения аудиторская компания KPMG по инициативе TERI провела проверку. В отчете KPMG говорилось: «не было найдено никаких свидетельств, указывающих на личную финансовую выгоду, получаемую доктором Пачаури от оказанных им консультаций, которые могли бы привести к конфликту интересов». В отчете разъясняются его цели и методология и говорится, что он основан на данных, предоставленных TERI, Пачаури и их налоговыми консультантами. С оговоркой в отчете поясняется, что «объем проверки существенно отличается от объема аудита и не может быть использован для обеспечения того же уровня уверенности, что и аудит». KPMG изучила платежи, произведенные компаниями частного сектора, и обнаружила, что платежи на сумму 326 399 долларов были сделаны самой TERI. Пачаури получал от TERI только свое годовое жалованье, составлявшее 45 000 фунтов в год, плюс максимум около 2174 фунтов из внешнего заработка. Он не получал никакой платы за работу в МГЭИК.
1 августа 2010 года газета The Daily Telegraph принесла извинения, заявив, что она не намеревалась обвинять доктора Пачаури в коррупции и злоупотреблении своим положением главы МГЭИК. Издание признало, что по факту проверки KPMG Пачаури не заработал «миллионы долларов» в последние годы. «Мы приносим извинения доктору Пачаури за причиненные неудобства». The Guardian сообщила, что The Daily Telegraph оплатила судебные издержки на сумму более 100 000 фунтов стерлингов. Пачаури принял извинения The Daily Telegraph, сказав, что он рад, что издание наконец признало правду. Он приписал ложные обвинения очередной попытке климатических скептиков дискредитировать МГЭИК.
Джордж Монбио, журналист издания The Guardian высказал свое мнение, что, несмотря на то, что Пачаури был оправдан KPMG от конфликта интересов и обвинений в финансовых махинациях, Ричард Норт, Daily Mail и The Australian продолжали его обвинять.

## Дело о сексуальных домогательствах
18 февраля 2015 года полиция Дели предъявила Пачаури обвинение в сексуальных домогательствах, преследовании и запугивании. 21 марта Верховный суд Дели освободил его под предварительный залог. В то время как в мае 2015 года Пачаури был признан виновным в сексуальных домогательствах внутренним комитетом по рассмотрению жалоб TERI. Данные, предоставленные комитетом, были оспорены в трибунале на основании нарушения принципов естественной справедливости. Статья в индийском журнале The Caravan избирательно раскрывает точку зрения лишь нескольких человек на Пачаури. Пачаури отрицает все обвинения, выдвинутые против него. В своем заявлении Пачаури сказал, что содержание обвинительного листа является «утверждениями», выдвинутыми заявителем, и ни один из изложенных фактов не является основанием для расследования. Пачаури утверждает: «с моей точки зрения, это были не что иное, как очень милые и взаимные отношения. В нашей переписке был легкий и дружеский тон, я никогда не намекал на физическую близость и ни в коей мере мои действия нельзя расценивать, как сексуальные домогательства». В июле 2016 года Пачаури был освобожден судом первой инстанции под залог. Суд заявил: "расследование дела завершено. Пачаури не был арестован во время расследования по настоящему делу, что лишний раз доказывать, что его содержание под стражей не является необходимостью для целей расследования ".